# Den försvunne rugbybacken
Den försvunne rugbybacken (engelska: The Adventure of the Missing Three-Quarter) är en av Sir Arthur Conan Doyles 56 noveller om detektiven Sherlock Holmes. Novellen publicerades första gången 1904 i Strand Magazine med illustrationer av Sidney Paget. Novellen utspelar sig - enligt Sherlock Holmes-vetaren William S. Baring-Gould - år 1896.
Den försvunne rugbybacken ingår i novellsamlingen The Return of Sherlock Holmes.

## Handling
Mister Cyril Overton från Trinity College, Cambridge universitet, kommer för att träffa Holmes. Han behöver hjälp i sökandet efter Godfrey Staunton. Staunton är en nyckelspelare i Overtons rugbylag vilka har en viktig match den nästkommande dagen, en match de inte kommer att kunna vinna om inte Staunton återfinns. 

## Filmatisering
Novellen har filmatiserats 1923.

## Kuriosa
Vid två tillfällen använder Holmes en spårhund. Denna novell är det ena och romanen De fyras tecken är det andra.